# Bixente Lizarazu
Bixente Jean-Michel Lizarazu (pron. basca: [biˈʃente liˈs̪araˌs̪u]; Saint-Jean-de-Luz, 9 dicembre 1969) è un ex calciatore francese di origine basca, di ruolo difensore.
Ha giocato come terzino sinistro nel Bordeaux, nell'Athletic Bilbao, nel Bayern Monaco e nell'Olympique Marsiglia. Ha inoltre totalizzato 97 presenze nella nazionale francese, con cui ha vinto il campionato del mondo 1998 e il campionato d'Europa 2000.
Dopo la vittoria della Coppa Intercontinentale nel 2001 con il Bayern Monaco è diventato il primo calciatore della storia a esser stato contemporaneamente campione d'Europa e del mondo sia a livello di club sia a livello di nazionale.

## Caratteristiche tecniche
Di etnia basca, è annoverato tra i migliori terzini sinistri della sua generazione, era un laterale propenso al gioco d'attacco e abile nell'effettuare cross dal fondo.

## Carriera

### Club

Lizarazu posa con il trofeo della UEFA Champions League 2000-2001 vinta col Bayern Monaco

Ha iniziato a giocare nel Bordeaux nella stagione 1986-87, squadra nella quale è rimasto fino al 1996. Con la squadra della Gironda ha vinto la Ligue 2 francese nel 1992 arrivando poi ai vertici del calcio europeo con la celebre eliminazione del Milan nella Coppa UEFA 1995-1996, anno in cui la squadra arrivò poi a disputare la finale persa contro il Bayern Monaco.
Al termine di quella stagione Lizarazu passò all'Athletic Bilbao. Tuttavia in Spagna non ebbe molta fortuna e giocò solo 16 partite di campionato, passando a fine stagione al Bayern Monaco, squadra con cui rimase per dieci stagioni, tranne un breve periodo all'Olympique Marsiglia a inizio stagione 2004-2005. Con i tedeschi è stato protagonista di un lungo ciclo di vittorie: 6 titoli nazionali, 5 Coppa di Germania e 4 Coppe di Lega, la UEFA Champions League 2000-2001 e la Coppa Intercontinentale dello stesso anno.
Si è ritirato nel 2006 dopo la vittoria del suo sesto titolo, totalizzando col Bayern 183 partite e 7 reti in Bundesliga.

#### Nazionale
Ha giocato con la nazionale francese 97 partite fra il 1992 e il 2004, segnando 2 reti. Ha vinto con i Bleus il Mondiale 1998 e l'Europeo 2000, nonché le Confederations Cup 2001 e 2003.
Conta anche una presenza nell'Euskal Selekzioa, rappresentativa non affiliata né alla FIFA né alla UEFA, formata da soli giocatori baschi.

### Dopo il ritiro
Il 13 gennaio 2017 ritorna al Bayern Monaco come ambasciatore del club insieme a Giovane Élber e Hasan Salihamidžić.

## Statistiche

### Presenze e reti nei club
| Stagione             | Squadra              | Campionato           | Campionato | Campionato | Coppe nazionali | Coppe nazionali | Coppe nazionali | Coppe continentali | Coppe continentali | Coppe continentali | Altre coppe | Altre coppe | Altre coppe | Totale | Totale |
| Stagione             | Squadra              | Comp                 | Pres       | Reti       | Comp            | Pres            | Reti            | Comp               | Pres               | Reti               | Comp        | Pres        | Reti        | Pres   | Reti   |
| -------------------- | -------------------- | -------------------- | ---------- | ---------- | --------------- | --------------- | --------------- | ------------------ | ------------------ | ------------------ | ----------- | ----------- | ----------- | ------ | ------ |
| 1986-1987            | Bordeaux 2           | D3                   | 9          | 1          | -               | -               | -               | -                  | -                  | -                  | -           | -           | -           | 9      | 1      |
| 1987-1988            | Bordeaux 2           | D3                   | 20         | 5          | -               | -               | -               | -                  | -                  | -                  | -           | -           | -           | 20     | 5      |
| 1988-1989            | Bordeaux 2           | D3                   | 14         | 4          | -               | -               | -               | -                  | -                  | -                  | -           | -           | -           | 14     | 4      |
| Totale Bordeaux 2    | Totale Bordeaux 2    | Totale Bordeaux 2    | 43         | 10         |                 | -               | -               |                    | -                  | -                  |             | -           | -           | 43     | 10     |
| 1988-1989            | Bordeaux             | D1                   | 16         | 0          | CF              | 1               | 0               | CU                 | 0                  | 0                  | -           | -           | -           | 17     | 0      |
| 1989-1990            | Bordeaux             | D1                   | 38         | 2          | CF              | 4               | 0               | -                  | -                  | -                  | -           | -           | -           | 17     | 0      |
| 1990-1991            | Bordeaux             | D1                   | 35         | 2          | CF              | 1               | 0               | CU                 | 6                  | 0                  | -           | -           | -           | 42     | 2      |
| 1991-1992            | Bordeaux             | D2                   | 33         | 0          | CF              | 3               | 0               | -                  | -                  | -                  | -           | -           | -           | 36     | 0      |
| 1992-1993            | Bordeaux             | D1                   | 36         | 4          | CF              | 3               | 0               | -                  | -                  | -                  | -           | -           | -           | 39     | 4      |
| 1993-1994            | Bordeaux             | D1                   | 32         | 9          | CF              | 3               | 0               | CU                 | 6                  | 0                  | -           | -           | -           | 41     | 9      |
| 1994-1995            | Bordeaux             | D1                   | 33         | 2          | CF+CdL          | 2+1             | 1+0             | CU                 | 4                  | 0                  | -           | -           | -           | 39     | 3      |
| 1995-1996            | Bordeaux             | D1                   | 23         | 3          | CF+CdL          | 0               | 0               | Int+CU             | 7+10               | 4+1                | -           | -           | -           | 40     | 8      |
| Totale Bordeaux      | Totale Bordeaux      | Totale Bordeaux      | 246        | 22         |                 | 18              | 1               |                    | 33                 | 5                  |             | -           | -           | 297    | 28     |
| 1996-1997            | Athletic Bilbao      | PD                   | 16         | 0          | CF              | 2               | 0               | -                  | -                  | -                  | -           | -           | -           | 18     | 0      |
| 1997-1998            | Bayern Monaco        | BL                   | 19         | 0          | CG+CdL          | 3+2             | 0               | UCL                | 2                  | 0                  | -           | -           | -           | 26     | 0      |
| 1998-1999            | Bayern Monaco        | BL                   | 19         | 2          | CG+CdL          | 5+0             | 1+0             | UCL                | 9                  | 0                  | -           | -           | -           | 33     | 3      |
| 1999-2000            | Bayern Monaco        | BL                   | 22         | 1          | CG+CdL          | 1+0             | 0               | CU                 | 10                 | 0                  | -           | -           | -           | 33     | 1      |
| 2000-2001            | Bayern Monaco        | BL                   | 15         | 0          | CG+CdL          | 1+0             | 0               | UCL                | 10                 | 0                  | -           | -           | -           | 26     | 0      |
| 2001-2002            | Bayern Monaco        | BL                   | 25         | 1          | CG+CdL          | 1+0             | 0               | UCL                | 12                 | 0                  | SU+CInt     | 1+1         | 0           | 40     | 1      |
| 2002-2003            | Bayern Monaco        | BL                   | 26         | 2          | CG+CdL          | 5+0             | 0               | UCL                | 3                  | 0                  | -           | -           | -           | 34     | 2      |
| 2003-2004            | Bayern Monaco        | BL                   | 26         | 1          | CG+CdL          | 1+0             | 0               | UCL                | 8                  | 0                  | -           | -           | 0           | 35     | 1      |
| 2004-gen. 2005       | Olympique Marsiglia  | L1                   | 14         | 0          | CF+CdL          | 0+1             | 0               | -                  | -                  | -                  | -           | -           | -           | 15     | 0      |
| gen.-giu. 2005       | Bayern Monaco        | BL                   | 13         | 0          | CG+CdL          | 2+0             | 0               | UCL                | 4                  | 0                  | -           | -           | -           | 19     | 0      |
| 2005-2006            | Bayern Monaco        | BL                   | 18         | 0          | CG+CdL          | 2+1             | 0               | UCL                | 6                  | 0                  | -           | -           | -           | 27     | 0      |
| Totale Bayern Monaco | Totale Bayern Monaco | Totale Bayern Monaco | 183        | 7          |                 | 24              | 1               |                    | 64                 | 0                  |             | 2           | 0           | 273    | 8      |
| Totale Carriera      | Totale Carriera      | Totale Carriera      | 502        | 39         |                 | 45              | 2               |                    | 97                 | 5                  |             | 2           | 0           | 646    | 46     |

### Cronologia presenze e reti in nazionale
| Cronologia completa delle presenze e delle reti in nazionale ― Francia | Cronologia completa delle presenze e delle reti in nazionale ― Francia | Cronologia completa delle presenze e delle reti in nazionale ― Francia | Cronologia completa delle presenze e delle reti in nazionale ― Francia | Cronologia completa delle presenze e delle reti in nazionale ― Francia | Cronologia completa delle presenze e delle reti in nazionale ― Francia | Cronologia completa delle presenze e delle reti in nazionale ― Francia | Cronologia completa delle presenze e delle reti in nazionale ― Francia |
| Data                                                                   | Città                                                                  | In casa                                                                | Risultato                                                              | Ospiti                                                                 | Competizione                                                           | Reti                                                                   | Note                                                                   |
| ---------------------------------------------------------------------- | ---------------------------------------------------------------------- | ---------------------------------------------------------------------- | ---------------------------------------------------------------------- | ---------------------------------------------------------------------- | ---------------------------------------------------------------------- | ---------------------------------------------------------------------- | ---------------------------------------------------------------------- |
| 14-11-1992                                                             | Parigi                                                                 | Francia                                                                | 2 – 1                                                                  | Finlandia                                                              | Qual. Mondiali 1994                                                    | -                                                                      |                                                                        |
| 17-2-1993                                                              | Tel Aviv                                                               | Israele                                                                | 0 – 4                                                                  | Francia                                                                | Qual. Mondiali 1994                                                    | -                                                                      | 82’                                                                    |
| 27-3-1993                                                              | Vienna                                                                 | Austria                                                                | 0 – 1                                                                  | Francia                                                                | Qual. Mondiali 1994                                                    | -                                                                      | 28’                                                                    |
| 28-4-1993                                                              | Parigi                                                                 | Francia                                                                | 2 – 1                                                                  | Svezia                                                                 | Qual. Mondiali 1994                                                    | -                                                                      | 89’                                                                    |
| 28-7-1993                                                              | Caen                                                                   | Francia                                                                | 3 – 1                                                                  | Russia                                                                 | Amichevole                                                             | -                                                                      | 64’                                                                    |
| 22-8-1993                                                              | Stoccolma                                                              | Svezia                                                                 | 1 – 1                                                                  | Francia                                                                | Qual. Mondiali 1994                                                    | -                                                                      | 39’                                                                    |
| 13-10-1993                                                             | Parigi                                                                 | Francia                                                                | 2 – 3                                                                  | Israele                                                                | Qual. Mondiali 1994                                                    | -                                                                      | 24’                                                                    |
| 22-3-1994                                                              | Lione                                                                  | Francia                                                                | 3 – 1                                                                  | Cile                                                                   | Amichevole                                                             | -                                                                      |                                                                        |
| 29-5-1994                                                              | Tokyo                                                                  | Giappone                                                               | 1 – 4                                                                  | Francia                                                                | Amichevole                                                             | -                                                                      | 72’                                                                    |
| 17-8-1994                                                              | Bordeaux                                                               | Francia                                                                | 2 – 2                                                                  | Rep. Ceca                                                              | Amichevole                                                             | -                                                                      | 46’                                                                    |
| 7-9-1994                                                               | Bratislava                                                             | Slovacchia                                                             | 0 – 0                                                                  | Francia                                                                | Qual. Euro 1996                                                        | -                                                                      | 79’                                                                    |
| 8-10-1994                                                              | Saint-Étienne                                                          | Francia                                                                | 0 – 0                                                                  | Romania                                                                | Qual. Euro 1996                                                        | -                                                                      |                                                                        |
| 22-7-1995                                                              | Oslo                                                                   | Norvegia                                                               | 0 – 0                                                                  | Francia                                                                | Amichevole                                                             | -                                                                      |                                                                        |
| 16-8-1995                                                              | Parigi                                                                 | Francia                                                                | 1 – 1                                                                  | Polonia                                                                | Qual. Euro 1996                                                        | -                                                                      |                                                                        |
| 6-9-1995                                                               | Auxerre                                                                | Francia                                                                | 10 – 0                                                                 | Azerbaigian                                                            | Qual. Euro 1996                                                        | -                                                                      |                                                                        |
| 11-10-1995                                                             | Bucarest                                                               | Romania                                                                | 1 – 3                                                                  | Francia                                                                | Qual. Euro 1996                                                        | -                                                                      | 75’ 83’                                                                |
| 15-11-1995                                                             | Caen                                                                   | Francia                                                                | 2 – 0                                                                  | Israele                                                                | Qual. Euro 1996                                                        | 1                                                                      | 63’                                                                    |
| 29-5-1996                                                              | Strasburgo                                                             | Francia                                                                | 2 – 0                                                                  | Finlandia                                                              | Amichevole                                                             | -                                                                      | 67’                                                                    |
| 1-6-1996                                                               | Stoccarda                                                              | Germania                                                               | 0 – 1                                                                  | Francia                                                                | Amichevole                                                             | -                                                                      | 66’                                                                    |
| 5-6-1996                                                               | Bordeaux                                                               | Francia                                                                | 2 – 0                                                                  | Armenia                                                                | Amichevole                                                             | -                                                                      |                                                                        |
| 10-6-1996                                                              | Newcastle upon Tyne                                                    | Romania                                                                | 0 – 1                                                                  | Francia                                                                | Euro 1996 - 1º turno                                                   | -                                                                      | 67’                                                                    |
| 15-6-1996                                                              | Leeds                                                                  | Francia                                                                | 1 – 1                                                                  | Spagna                                                                 | Euro 1996 - 1º turno                                                   | -                                                                      |                                                                        |
| 18-6-1996                                                              | Newcastle upon Tyne                                                    | Francia                                                                | 3 – 1                                                                  | Bulgaria                                                               | Euro 1996 - 1º turno                                                   | -                                                                      |                                                                        |
| 22-6-1996                                                              | Liverpool                                                              | Paesi Bassi                                                            | 0 – 0 dts (4 – 5 dtr)                                                  | Francia                                                                | Euro 1996 - Quarti di finale                                           | -                                                                      |                                                                        |
| 26-6-1996                                                              | Manchester                                                             | Rep. Ceca                                                              | 0 – 0 dts (6 – 5 dtr)                                                  | Francia                                                                | Euro 1996 - Semifinale                                                 | -                                                                      | 53’                                                                    |
| 31-8-1996                                                              | Parigi                                                                 | Francia                                                                | 2 – 0                                                                  | Messico                                                                | Amichevole                                                             | -                                                                      | 79’                                                                    |
| 26-2-1997                                                              | Parigi                                                                 | Francia                                                                | 2 – 1                                                                  | Paesi Bassi                                                            | Amichevole                                                             | -                                                                      | 87’                                                                    |
| 3-6-1997                                                               | Lione                                                                  | Francia                                                                | 1 – 1                                                                  | Brasile                                                                | Torneo di Francia                                                      | -                                                                      | 70’                                                                    |
| 7-6-1997                                                               | Montpellier                                                            | Francia                                                                | 0 – 1                                                                  | Inghilterra                                                            | Torneo di Francia                                                      | -                                                                      | 83’                                                                    |
| 11-6-1997                                                              | Parigi                                                                 | Francia                                                                | 2 – 2                                                                  | Italia                                                                 | Torneo di Francia                                                      | -                                                                      |                                                                        |
| 22-4-1998                                                              | Solna                                                                  | Svezia                                                                 | 0 – 0                                                                  | Francia                                                                | Amichevole                                                             | -                                                                      | 70’                                                                    |
| 27-5-1998                                                              | Casablanca                                                             | Belgio                                                                 | 0 – 1                                                                  | Francia                                                                | Amichevole                                                             | -                                                                      |                                                                        |
| 5-6-1998                                                               | Helsinki                                                               | Finlandia                                                              | 0 – 1                                                                  | Francia                                                                | Amichevole                                                             | -                                                                      |                                                                        |
| 12-6-1998                                                              | Marsiglia                                                              | Francia                                                                | 3 – 0                                                                  | Sudafrica                                                              | Mondiali 1998 - 1º turno                                               | -                                                                      |                                                                        |
| 18-6-1998                                                              | Saint-Denis                                                            | Francia                                                                | 4 – 0                                                                  | Arabia Saudita                                                         | Mondiali 1998 - 1º turno                                               | 1                                                                      | 50’                                                                    |
| 28-6-1998                                                              | Lens                                                                   | Francia                                                                | 1 – 0 gg                                                               | Paraguay                                                               | Mondiali 1998 - Ottavi di finale                                       | -                                                                      |                                                                        |
| 3-7-1998                                                               | Saint-Denis                                                            | Italia                                                                 | 0 – 0 dts (3 – 4 dtr)                                                  | Francia                                                                | Mondiali 1998 - Quarti di finale                                       | -                                                                      |                                                                        |
| 8-7-1998                                                               | Saint-Denis                                                            | Francia                                                                | 2 – 1                                                                  | Croazia                                                                | Mondiali 1998 - Semifinale                                             | -                                                                      |                                                                        |
| 12-7-1998                                                              | Saint-Denis                                                            | Brasile                                                                | 0 – 3                                                                  | Francia                                                                | Mondiali 1998 - Finale                                                 | -                                                                      |                                                                        |
| 19-8-1998                                                              | Vienna                                                                 | Austria                                                                | 2 – 2                                                                  | Francia                                                                | Amichevole                                                             | -                                                                      | 46’                                                                    |
| 5-9-1998                                                               | Reykjavík                                                              | Islanda                                                                | 1 – 1                                                                  | Francia                                                                | Qual. Euro 2000                                                        | -                                                                      |                                                                        |
| 10-10-1998                                                             | Mosca                                                                  | Russia                                                                 | 2 – 3                                                                  | Francia                                                                | Qual. Euro 2000                                                        | -                                                                      |                                                                        |
| 14-10-1998                                                             | Saint-Denis                                                            | Francia                                                                | 2 – 0                                                                  | Andorra                                                                | Qual. Euro 2000                                                        | -                                                                      | 83’                                                                    |
| 10-2-1999                                                              | Londra                                                                 | Inghilterra                                                            | 0 – 2                                                                  | Francia                                                                | Amichevole                                                             | -                                                                      |                                                                        |
| 27-3-1999                                                              | Saint-Denis                                                            | Francia                                                                | 0 – 0                                                                  | Ucraina                                                                | Qual. Euro 2000                                                        | -                                                                      |                                                                        |
| 18-8-1999                                                              | Belfast                                                                | Irlanda del Nord                                                       | 0 – 1                                                                  | Francia                                                                | Amichevole                                                             | -                                                                      | 55’                                                                    |
| 4-9-1999                                                               | Kiev                                                                   | Ucraina                                                                | 0 – 0                                                                  | Francia                                                                | Qual. Euro 2000                                                        | -                                                                      |                                                                        |
| 8-9-1999                                                               | Erevan                                                                 | Armenia                                                                | 2 – 3                                                                  | Francia                                                                | Qual. Euro 2000                                                        | -                                                                      |                                                                        |
| 9-10-1999                                                              | Saint-Denis                                                            | Francia                                                                | 3 – 2                                                                  | Islanda                                                                | Qual. Euro 2000                                                        | -                                                                      |                                                                        |
| 23-2-2000                                                              | Saint-Denis                                                            | Francia                                                                | 1 – 0                                                                  | Polonia                                                                | Amichevole                                                             | -                                                                      |                                                                        |
| 29-3-2000                                                              | Glasgow                                                                | Scozia                                                                 | 0 – 2                                                                  | Francia                                                                | Amichevole                                                             | -                                                                      |                                                                        |
| 26-4-2000                                                              | Saint-Denis                                                            | Francia                                                                | 3 – 2                                                                  | Slovenia                                                               | Amichevole                                                             | -                                                                      |                                                                        |
| 28-5-2000                                                              | Zagabria                                                               | Croazia                                                                | 0 – 2                                                                  | Francia                                                                | Amichevole                                                             | -                                                                      |                                                                        |
| 4-6-2000                                                               | Casablanca                                                             | Giappone                                                               | 2 – 2 (2 – 4 dtr)                                                      | Francia                                                                | Amichevole                                                             | -                                                                      |                                                                        |
| 11-6-2000                                                              | Bruges                                                                 | Francia                                                                | 3 – 0                                                                  | Danimarca                                                              | Euro 2000 - 1º turno                                                   | -                                                                      |                                                                        |
| 25-6-2000                                                              | Bruges                                                                 | Francia                                                                | 2 – 1                                                                  | Spagna                                                                 | Euro 2000 - Quarti di finale                                           | -                                                                      |                                                                        |
| 28-6-2000                                                              | Bruxelles                                                              | Francia                                                                | 2 – 1 gg                                                               | Portogallo                                                             | Euro 2000 - Semifinale                                                 | -                                                                      |                                                                        |
| 2-7-2000                                                               | Rotterdam                                                              | Francia                                                                | 2 – 1 gg                                                               | Italia                                                                 | Euro 2000 - Finale                                                     | -                                                                      | 86’                                                                    |
| 16-8-2000                                                              | Marsiglia                                                              | Francia                                                                | 5 – 1                                                                  | World Stars                                                            | Amichevole                                                             | -                                                                      | 74’                                                                    |
| 2-9-2000                                                               | Saint-Denis                                                            | Francia                                                                | 1 – 1                                                                  | Inghilterra                                                            | Amichevole                                                             | -                                                                      |                                                                        |
| 4-10-2000                                                              | Saint-Denis                                                            | Francia                                                                | 1 – 1                                                                  | Camerun                                                                | Amichevole                                                             | -                                                                      | 56’                                                                    |
| 27-2-2001                                                              | Saint-Étienne                                                          | Francia                                                                | 1 – 0                                                                  | Germania                                                               | Amichevole                                                             | -                                                                      | 59’                                                                    |
| 24-3-2001                                                              | Saint-Denis                                                            | Francia                                                                | 5 – 0                                                                  | Giappone                                                               | Amichevole                                                             | -                                                                      | 81’                                                                    |
| 28-3-2001                                                              | Valencia                                                               | Spagna                                                                 | 2 – 1                                                                  | Francia                                                                | Amichevole                                                             | -                                                                      |                                                                        |
| 25-4-2001                                                              | Bordeaux                                                               | Francia                                                                | 4 – 0                                                                  | Portogallo                                                             | Amichevole                                                             | -                                                                      |                                                                        |
| 30-5-2001                                                              | Taegu                                                                  | Francia                                                                | 5 – 0                                                                  | Corea del Sud                                                          | Conf. Cup 2001 - 1º turno                                              | -                                                                      |                                                                        |
| 3-6-2001                                                               | Ulsan                                                                  | Messico                                                                | 0 – 4                                                                  | Francia                                                                | Conf. Cup 2001 - 1º turno                                              | -                                                                      |                                                                        |
| 7-6-2001                                                               | Suwon                                                                  | Francia                                                                | 2 – 1                                                                  | Brasile                                                                | Conf. Cup 2001 - Semifinale                                            | -                                                                      |                                                                        |
| 10-6-2001                                                              | Yokohama                                                               | Giappone                                                               | 0 – 1                                                                  | Francia                                                                | Conf. Cup 2001 - Finale                                                | -                                                                      | 52’                                                                    |
| 15-8-2001                                                              | Nantes                                                                 | Francia                                                                | 1 – 0                                                                  | Danimarca                                                              | Amichevole                                                             | -                                                                      | 81’                                                                    |
| 1-9-2001                                                               | Santiago del Cile                                                      | Cile                                                                   | 2 – 1                                                                  | Francia                                                                | Amichevole                                                             | -                                                                      | 90’                                                                    |
| 27-3-2002                                                              | Saint-Denis                                                            | Francia                                                                | 5 – 0                                                                  | Scozia                                                                 | Amichevole                                                             | -                                                                      | Ammonizione                                                            |
| 17-4-2002                                                              | Saint-Denis                                                            | Francia                                                                | 0 – 0                                                                  | Russia                                                                 | Amichevole                                                             | -                                                                      | 78’                                                                    |
| 18-5-2002                                                              | Saint-Denis                                                            | Francia                                                                | 1 – 2                                                                  | Belgio                                                                 | Amichevole                                                             | -                                                                      | 19’ 46’                                                                |
| 26-5-2002                                                              | Suwon                                                                  | Corea del Sud                                                          | 2 – 3                                                                  | Francia                                                                | Amichevole                                                             | -                                                                      | 82’                                                                    |
| 31-5-2002                                                              | Seul                                                                   | Senegal                                                                | 1 – 0                                                                  | Francia                                                                | Mondiali 2002 - 1º turno                                               | -                                                                      |                                                                        |
| 6-6-2002                                                               | Pusan                                                                  | Francia                                                                | 0 – 0                                                                  | Uruguay                                                                | Mondiali 2002 - 1º turno                                               | -                                                                      |                                                                        |
| 11-6-2002                                                              | Incheon                                                                | Danimarca                                                              | 2 – 0                                                                  | Francia                                                                | Mondiali 2002 - 1º turno                                               | -                                                                      |                                                                        |
| 12-2-2003                                                              | Saint-Denis                                                            | Francia                                                                | 0 – 2                                                                  | Rep. Ceca                                                              | Amichevole                                                             | -                                                                      | 76’                                                                    |
| 29-3-2003                                                              | Lens                                                                   | Francia                                                                | 6 – 0                                                                  | Malta                                                                  | Qual. Euro 2004                                                        | -                                                                      |                                                                        |
| 2-4-2003                                                               | Palermo                                                                | Israele                                                                | 1 – 2                                                                  | Francia                                                                | Qual. Euro 2004                                                        | -                                                                      |                                                                        |
| 30-4-2003                                                              | Saint-Denis                                                            | Francia                                                                | 5 – 0                                                                  | Egitto                                                                 | Amichevole                                                             | -                                                                      | Cap.                                                                   |
| 18-6-2003                                                              | Lione                                                                  | Francia                                                                | 1 – 0                                                                  | Colombia                                                               | Conf. Cup 2003 - 1º turno                                              | -                                                                      | 90+1’                                                                  |
| 22-6-2003                                                              | Saint-Denis                                                            | Francia                                                                | 5 – 0                                                                  | Nuova Zelanda                                                          | Conf. Cup 2003 - 1º turno                                              | -                                                                      |                                                                        |
| 29-6-2003                                                              | Saint-Denis                                                            | Francia                                                                | 1 – 0 dts                                                              | Camerun                                                                | Conf. Cup 2003 - Finale                                                | -                                                                      |                                                                        |
| 20-8-2003                                                              | Ginevra                                                                | Svizzera                                                               | 0 – 2                                                                  | Francia                                                                | Amichevole                                                             | -                                                                      |                                                                        |
| 6-9-2003                                                               | Saint-Denis                                                            | Francia                                                                | 5 – 0                                                                  | Cipro                                                                  | Qual. Euro 2004                                                        | -                                                                      |                                                                        |
| 10-9-2003                                                              | Lubiana                                                                | Slovenia                                                               | 0 – 2                                                                  | Francia                                                                | Qual. Euro 2004                                                        | -                                                                      |                                                                        |
| 11-10-2003                                                             | Saint-Denis                                                            | Francia                                                                | 3 – 0                                                                  | Israele                                                                | Qual. Euro 2004                                                        | -                                                                      |                                                                        |
| 15-11-2003                                                             | Gelsenkirchen                                                          | Germania                                                               | 0 – 3                                                                  | Francia                                                                | Amichevole                                                             | -                                                                      |                                                                        |
| 18-2-2004                                                              | Bruxelles                                                              | Belgio                                                                 | 0 – 2                                                                  | Francia                                                                | Amichevole                                                             | -                                                                      | 46’                                                                    |
| 31-3-2004                                                              | Rotterdam                                                              | Paesi Bassi                                                            | 0 – 0                                                                  | Francia                                                                | Amichevole                                                             | -                                                                      | 58’                                                                    |
| 28-5-2004                                                              | Montpellier                                                            | Francia                                                                | 4 – 0                                                                  | Andorra                                                                | Amichevole                                                             | -                                                                      | 46’                                                                    |
| 6-6-2004                                                               | Saint-Denis                                                            | Francia                                                                | 1 – 0                                                                  | Ucraina                                                                | Amichevole                                                             | -                                                                      |                                                                        |
| 13-6-2004                                                              | Lisbona                                                                | Francia                                                                | 2 – 1                                                                  | Inghilterra                                                            | Euro 2004 - 1º turno                                                   | -                                                                      |                                                                        |
| 17-6-2004                                                              | Leiria                                                                 | Croazia                                                                | 2 – 2                                                                  | Francia                                                                | Euro 2004 - 1º turno                                                   | -                                                                      |                                                                        |
| 21-6-2004                                                              | Coimbra                                                                | Svizzera                                                               | 1 – 3                                                                  | Francia                                                                | Euro 2004 - 1º turno                                                   | -                                                                      |                                                                        |
| 25-6-2004                                                              | Lisbona                                                                | Francia                                                                | 0 – 1                                                                  | Grecia                                                                 | Euro 2004 - Quarti di finale                                           | -                                                                      |                                                                        |
| Totale                                                                 |                                                                        | Presenze                                                               | 97                                                                     |                                                                        | Reti                                                                   | 2                                                                      |                                                                        |

## Palmarès

### Club

#### Competizioni nazionali
- Campionato francese di seconda divisione: 1

Bordeaux: 1991-1992
- Campionato tedesco: 6

Bayern Monaco: 1998-1999, 1999-2000, 2000-2001, 2002-2003, 2004-2005, 2005-2006
- Coppa di Germania: 5

Bayern Monaco: 1997-1998, 1999-2000, 2002-2003, 2004-2005, 2005-2006
- Coppa di Lega tedesca: 5

Bayern Monaco: 1997, 1998, 1999, 2000, 2004

#### Competizioni internazionali
- Coppa Intertoto UEFA: 1

Bordeaux: 1995
- UEFA Champions League: 1

Bayern Monaco: 2000-2001
- Coppa Intercontinentale: 1

Bayern Monaco: 2001

### Nazionale
- Campionato mondiale: 1

Francia 1998
- Campionato d'Europa: 1

Belgio-Paesi Bassi 2000
- Confederations Cup: 2

2001, 2003